# Grand Prix d'Isbergues 2016
Il Grand Prix d'Isbergues 2016, settantesima edizione della corsa, valevole come evento dell'UCI Europe Tour 2016 categoria 1.1 e come quattordicesima prova della Coppa di Francia, si svolse il 18 settembre 2016 su un percorso di 204,3 km, con partenza ed arrivo a Isbergues, in Francia. La vittoria fu appannaggio del norvegese Kristoffer Halvorsen, il quale terminò la gara in 4h52'15", alla media di 41,94 km/h, precedendo il francese Romain Feillu e a completare il podio il belga Baptiste Planckaert.
Partenza con 153 ciclisti, dei quali 71 completarono la gara.

## Squadre e corridori partecipanti
| N.    | Cod. | Squadra                      |
| ----- | ---- | ---------------------------- |
| 1-8   | COF  | Cofidis, Solutions Crédits   |
| 11-16 | ALM  | AG2R La Mondiale             |
| 21-28 | FDJ  | FDJ                          |
| 31-38 | DMP  | Delko-Marseille Provence-KTM |
| 41-48 | DEN  | Direct Énergie               |
| 51-58 | FVC  | Fortuneo-Vital Concept       |
| 61-68 | ONE  | ONE Pro Cycling              |
| 71-78 | SSG  | Stölting Service Group       |
| 81-88 | ROT  | Team Roth                    |
| 91-98 | WGG  | Wanty-Groupe Gobert          |

| N.      | Cod. | Squadra                          |
| ------- | ---- | -------------------------------- |
| 101-108 | STH  | Wilier Triestina-Southeast       |
| 111-118 | ADT  | Armée de Terre                   |
| 121-128 | AUB  | HP-BTP Auber 93                  |
| 131-138 | RLM  | Roubaix-Lille Métropole          |
| 141-148 | CRV  | Crelan-Vastgoedservice           |
| 151-158 | EUS  | Euskadi Basque Country-Murias    |
| 161-168 | TJO  | Joker-Byggtorget                 |
| 171-178 | TSS  | Team Sparebanken Sør             |
| 181-188 | VER  | Veranclassic-Ago                 |
| 191-198 | WBC  | Wallonie Bruxelles-Group Protect |

## Ordine d'arrivo (Top 10)
| Pos. | Corridore             | Squadra       | Tempo    |
| ---- | --------------------- | ------------- | -------- |
| 1    | Kristoffer Halvorsen  | Joker         | 4h52'15" |
| 2    | Romain Feillu         | HP BTP-Auber  | s.t.     |
| 3    | Baptiste Planckaert   | Wallonie      | s.t.     |
| 4    | Daniel McLay          | Fortuneo      | s.t.     |
| 5    | Rudy Barbier          | Roubaix-Lille | s.t.     |
| 6    | Bryan Coquard         | Direct Énerg. | s.t.     |
| 7    | Amund Grøndahl Jansen | Joker         | s.t.     |
| 8    | Clément Venturini     | Cofidis       | s.t.     |
| 9    | Julien Duval          | Armée de Te.  | s.t.     |
| 10   | Jakub Mareczko        | Wilier        | s.t.     |